# Береговское сельское поселение (Белгородская область)
Берего́вское се́льское поселе́ние — муниципальное образование в составе Прохоровского района Белгородской области.
На территории поселения расположены 8 населенных пунктов: с. Береговое-Первое, с. Береговое-Второе, п. Комсомольский, п. Политотдельский, х. Бугровка, х. Верхняя Ольшанка, х. Пригорки, х. Средняя Ольшанка.
Административный центр — село Береговое-Первое.
Сельское поселение занимает площадь 7907 га, из которых 1026 га -полеселния и хозяйственные постройки, 5626 га — пашни, 168 га — водные объекты. На территории Березовского поселения находится начало реки Псёл.

## География
- Расположение: северная часть Прохоровского района
- Крупные реки: Псёл

## История
Береговское сельское поселение образовано 20 декабря 2004 года в соответствии с Законом Белгородской области № 159.

## Население
| 2010  | 2011  | 2012  | 2013  | 2014  | 2015  | 2016  | 2017  | 2018  |
| ----- | ----- | ----- | ----- | ----- | ----- | ----- | ----- | ----- |
| 2227  | ↘2210 | ↘2148 | ↘2094 | ↘2060 | ↘2028 | ↘2005 | ↘1986 | ↘1979 |
| 2019  | 2020  | 2021  |       |       |       |       |       |       |
| ↘1935 | ↗1945 | ↘1820 |       |       |       |       |       |       |

## Состав сельского поселения
| № | Населённый пункт | Тип населённого пункта       | Население |
| - | ---------------- | ---------------------------- | --------- |
| 1 | Береговое-Первое | село, административный центр | ↗318      |
| 2 | Береговое-Второе | село                         | ↘43       |
| 3 | Бугровка         | хутор                        | ↘882      |
| 4 | Верхняя Ольшанка | хутор                        | ↘259      |
| 5 | Комсомольский    | посёлок                      | ↘53       |
| 6 | Политотдельский  | посёлок                      | ↘340      |
| 7 | Пригорки         | хутор                        | ↗142      |
| 8 | Средняя Ольшанка | хутор                        | ↘190      |